# 泛魚站
泛魚站（：／ Beomeo yeok */?）是大邱地鐵2號線沿線的一座地下車站，位於韓國大邱廣域市寿城区泛魚洞。

## 車站結構
站體為1面2線島式月台的地下車站，候車月台設有月台幕門，並有出口共11處。

### 月台配置
| 大邱銀行 ↑ |
| 下 上 \|   |
| ↓ 壽城區廳 |

| 月台 | 路線               | 目的地                 |
| ---- | ------------------ | ---------------------- |
| 上行 | ●大邱都市鐵道2號線 | 半月堂、龍山、汶陽方向 |
| 下行 | ●大邱都市鐵道2號線 | 新梅、沙月、嶺南大方向 |

## 歷史
- 2005年10月18日：开通使用。

## 車站周邊
- 泛魚3洞治安中心
- 韓國電力公社大邱電力管理所
- 壽城119消防安全中心
- 泛魚市場
- 泛魚樂天城（朝鲜语：롯데캐슬）
- 壽城區廳
- 大邱地方法院
- 大邱地方檢察廳
- 大邱壽城警察署
- 大邱地方勞動廳
- 大邱女子高校
- 韓國通訊壽城營業所
- 大邱文化廣播
- 泛魚2洞郵局
- 韩亚银行泛魚洞分行
- 友利銀行泛魚洞分行
- NH農協銀行（朝鲜语：NH농협은행）泛魚洞分行
- 中小企業銀行東大邱分行
- 花旗銀行韓國分行（朝鲜语：한국씨티은행）泛魚分行
- 大韓商會（朝鲜语：대한상공회의소）
- 國民健康保險公團（朝鲜语：국민건강보험공단）壽城支社

## 圖片

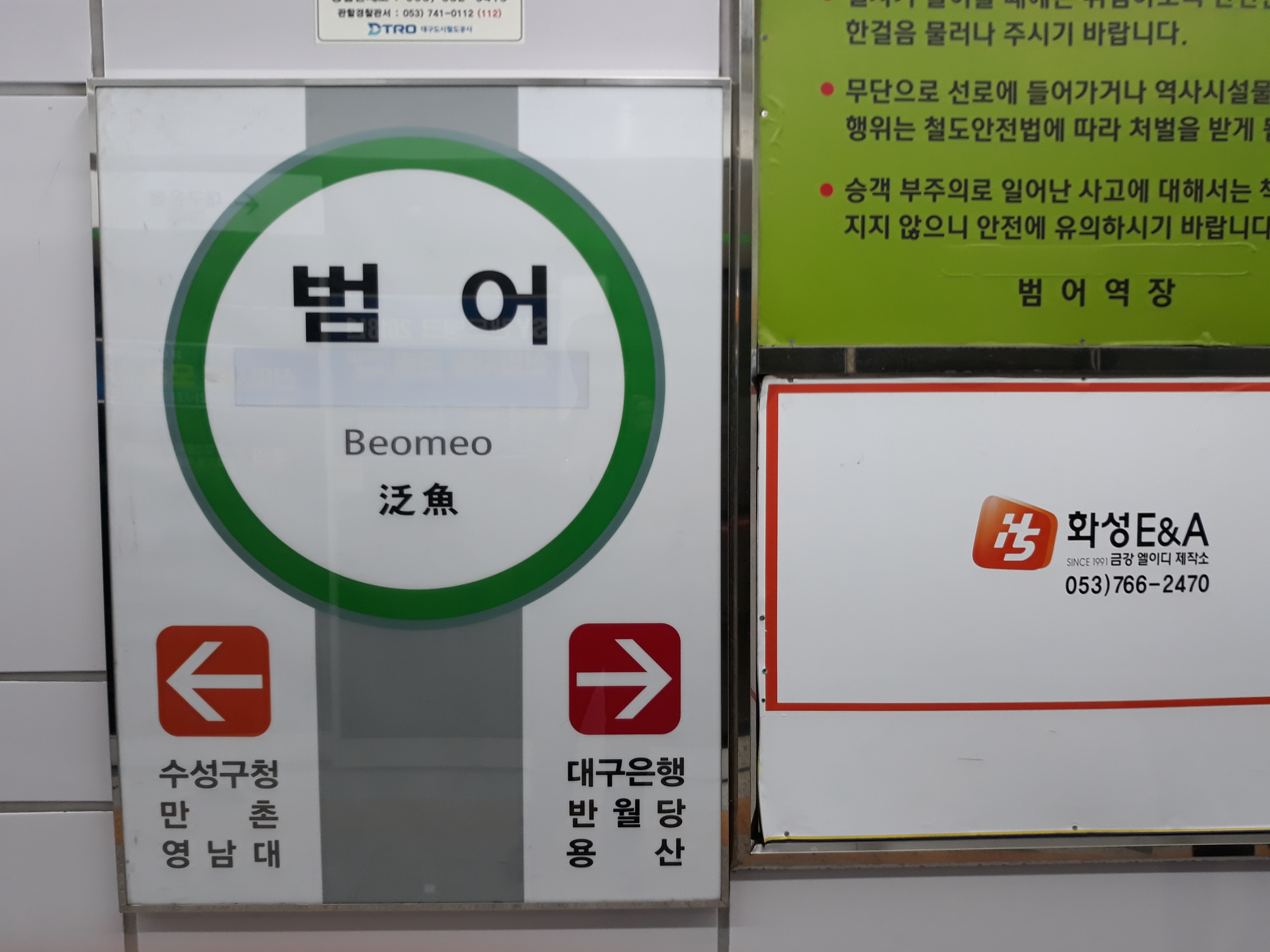
站名牌
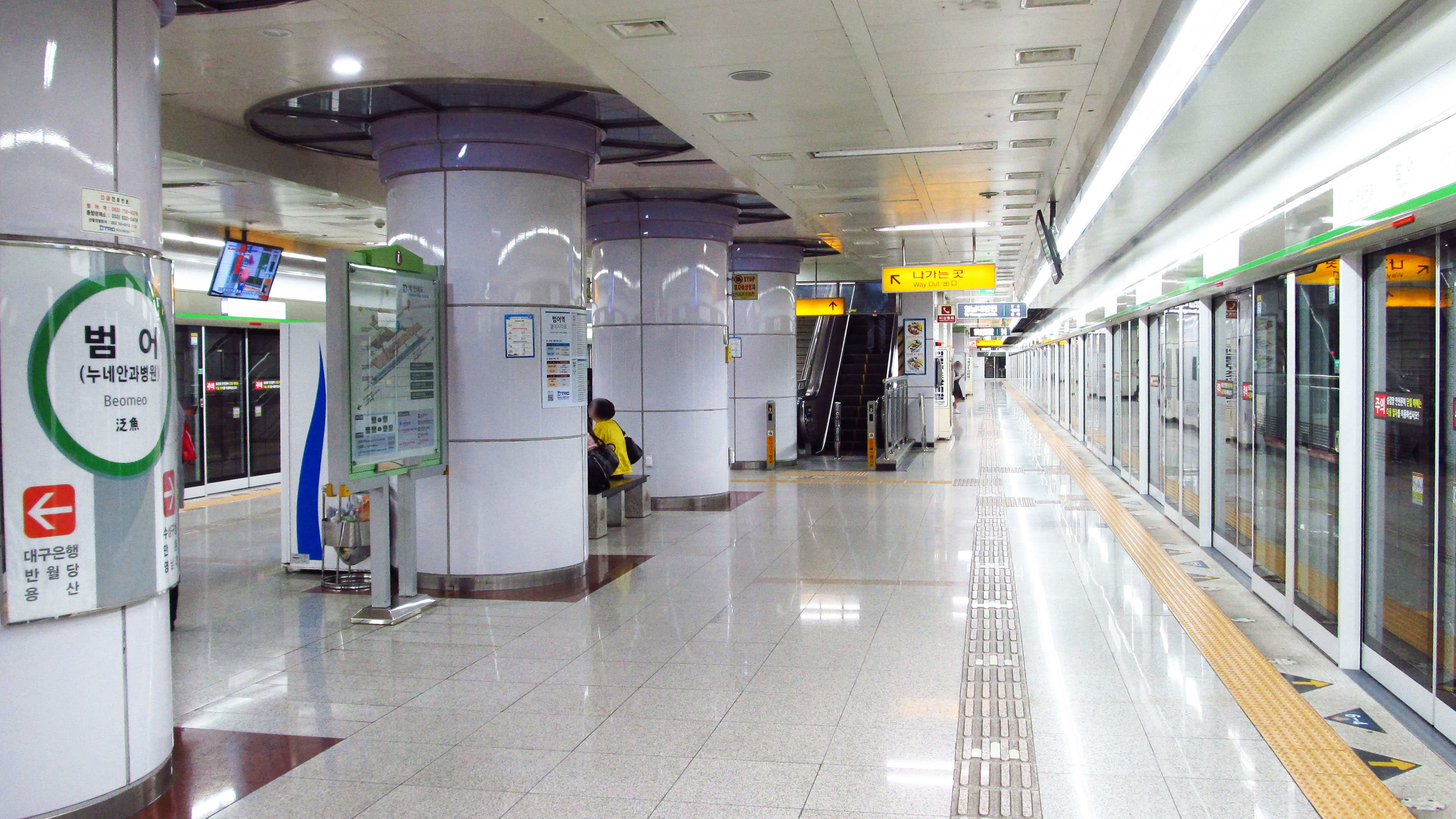
候車月台
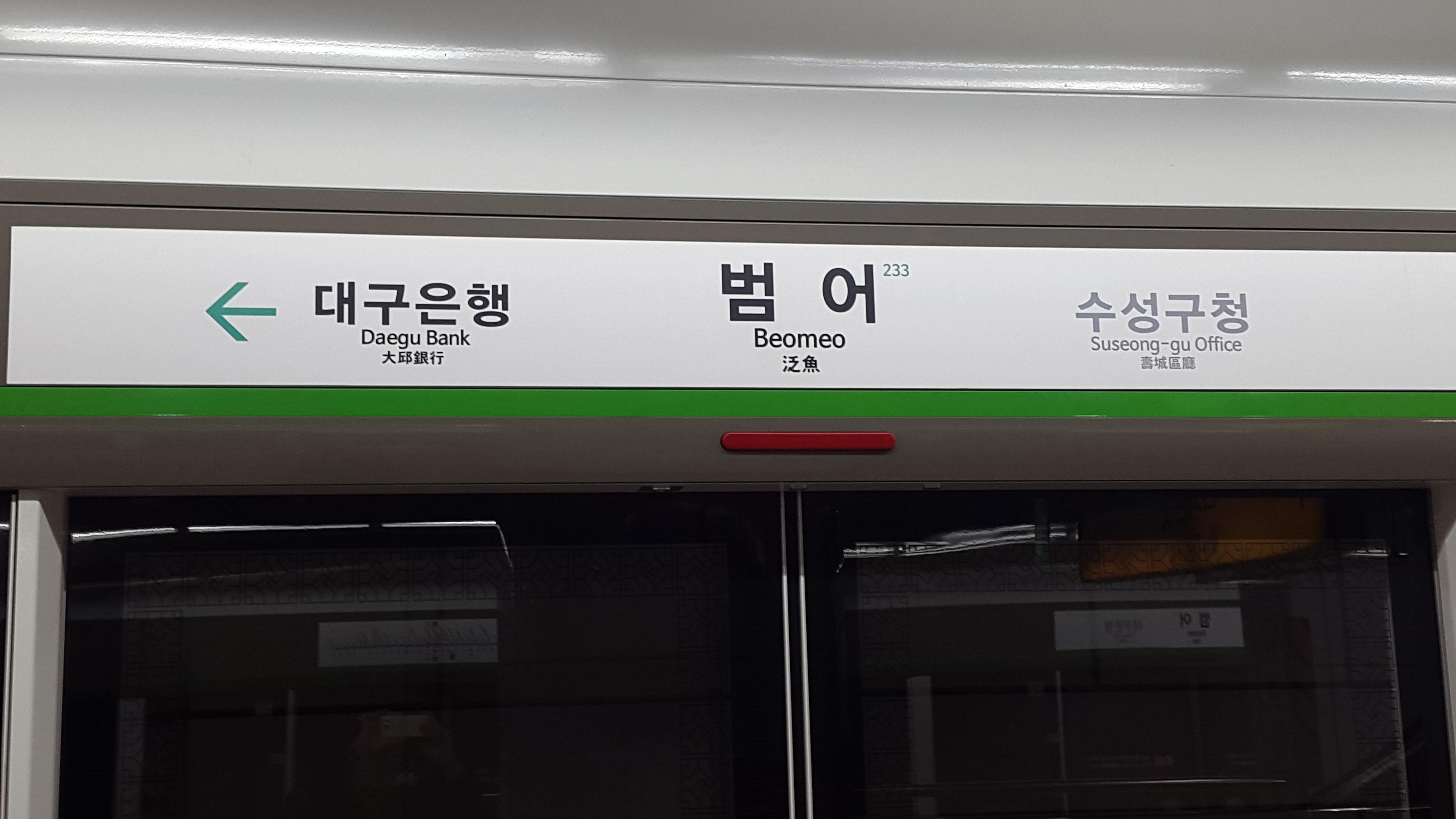
月台門資訊板
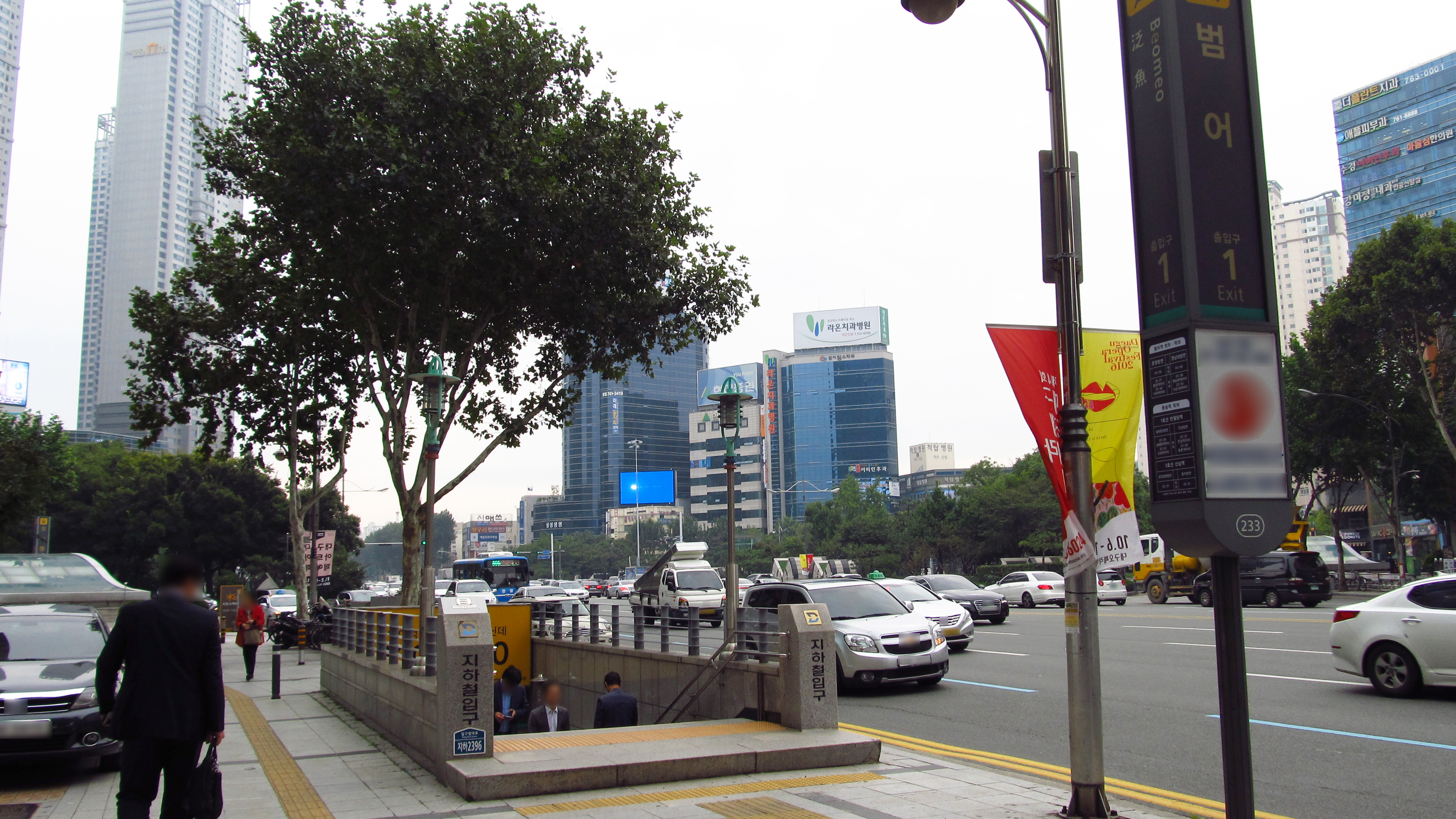
1號出口
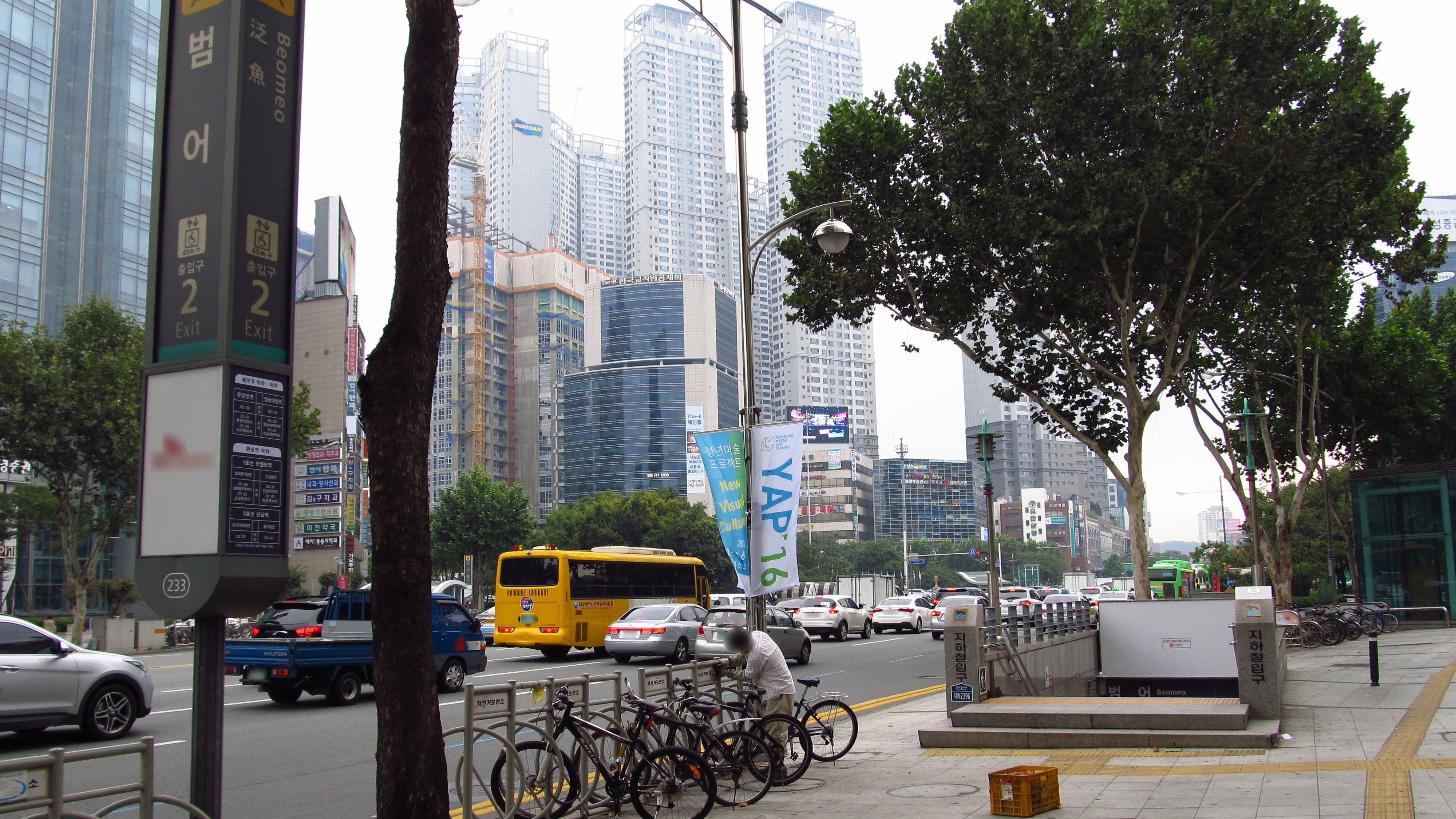
2號出口
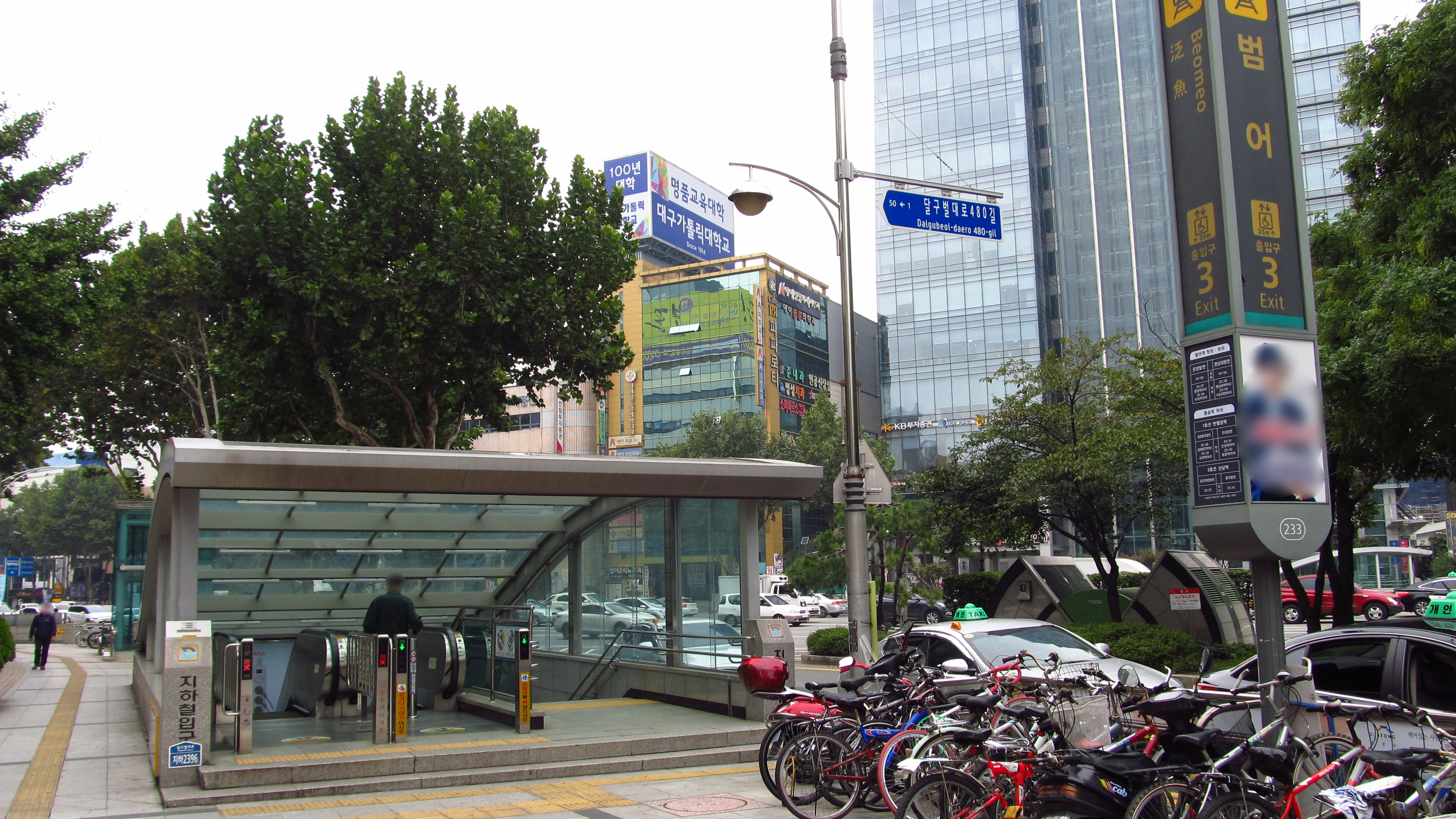
3號出口
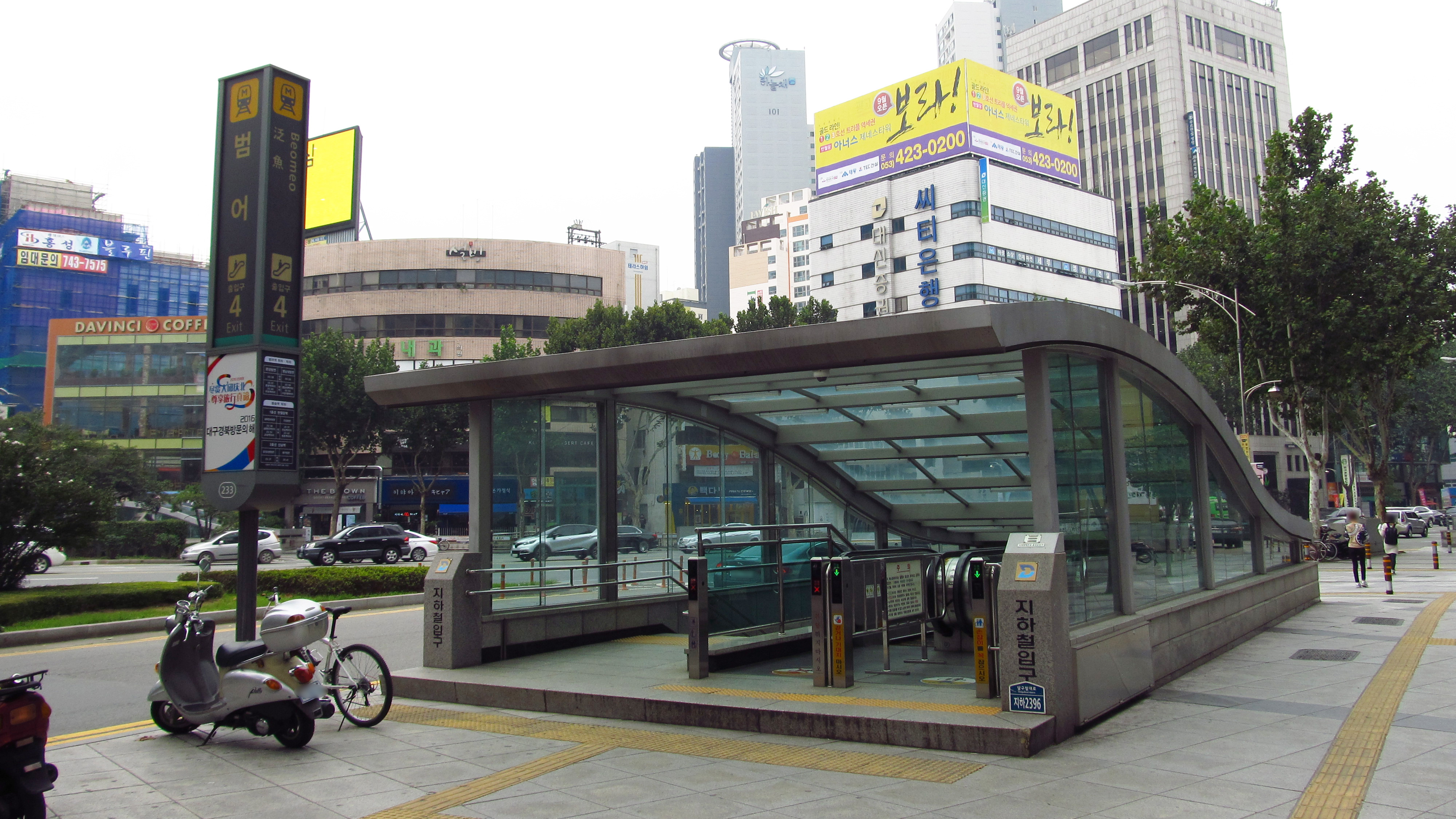
4號出口
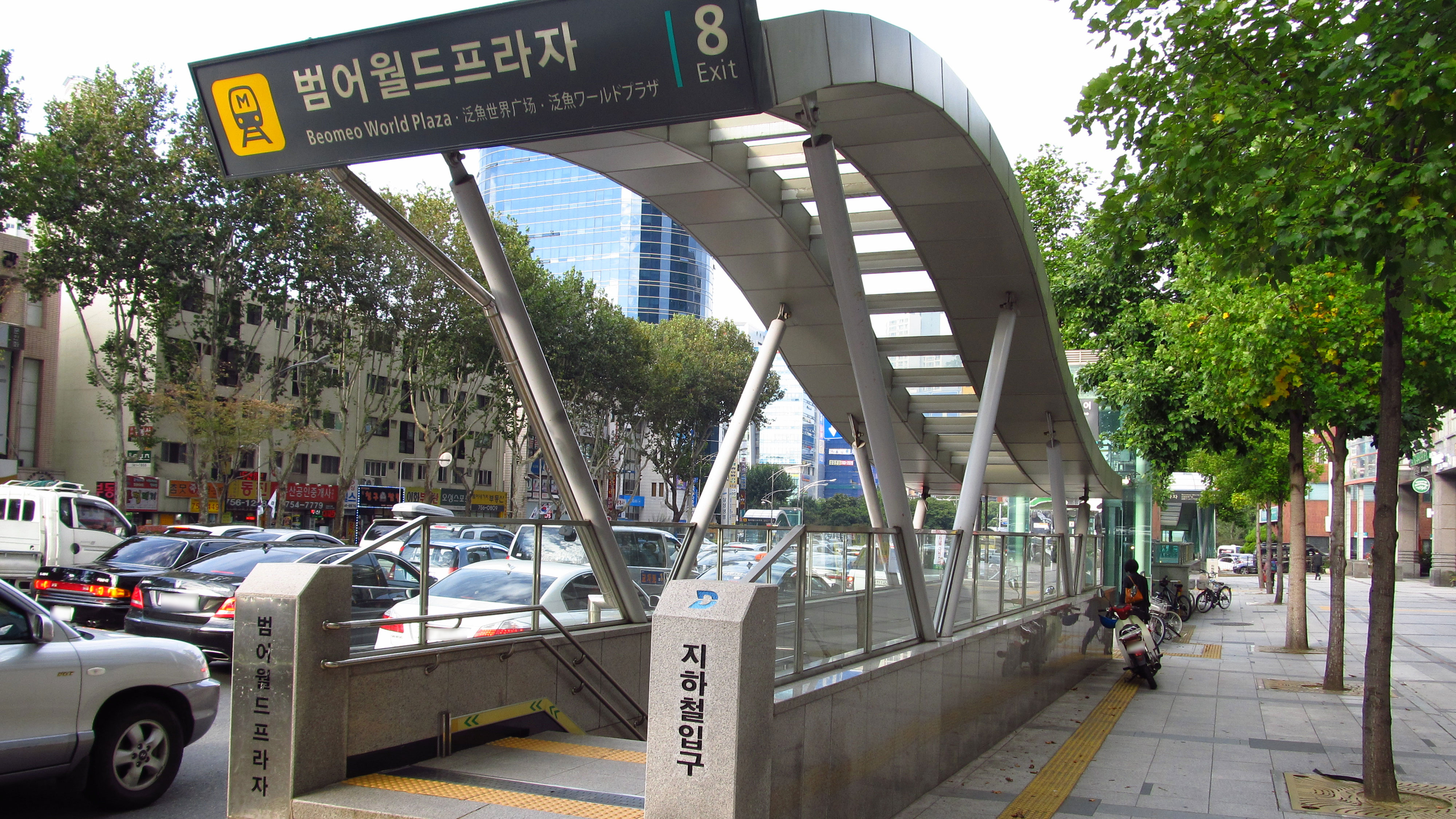
8號出口
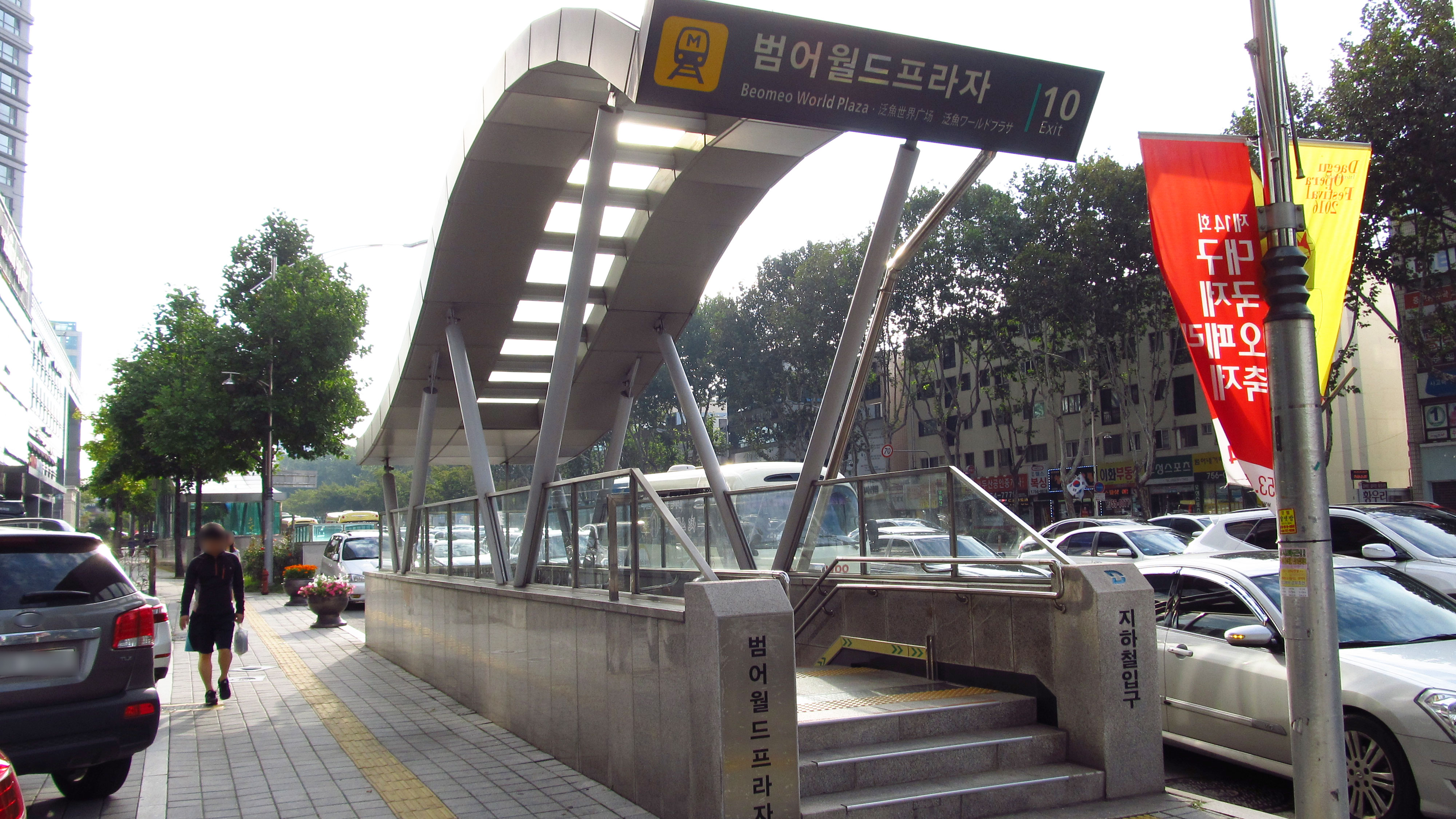
10號出口

## 相鄰車站
大邱都市鐵道公社
●大邱都市鐵道2號線
大邱銀行（232）－泛魚（233）－壽城區廳（234）